# Менсия, Густаво
Густаво Рамон Менсия Авалос (исп. Gustavo Ramón Mencia Ávalos; родился 5 июля 1988 года в Пресиденте-Франко (исп.), Альто-Парана, Парагвай) — парагвайский футболист, защитник клуба «Депортес Антофагаста» и сборной Парагвая.

## Клубная карьера
Менсия — воспитанник футбольной академии клуба «Либертад». В 2006 году он дебютировал в парагвайской Примере. В поисках игровой практики Густаво играл за «3 февраля» и «Спортиво Лукеньо». В 2010 году он вернулся в «Либертад». 6 февраля в матче против «Рубио Нью» Густаво забил свой первый гол за родную команду. В своём первом сезоне Менсия стал чемпионом Парагвая в составе «Либертада». В течение следующих четырёх лет он выиграл национальное первенство ещё трижды.
В начале 2016 года Менсия перешёл в столичную «Олимпию». 4 февраля в дерби против «Насьоналя» он дебютировал за новый клуб.

## Международная карьера
6 марта 2014 года в товарищеском матче против сборной Коста-Рики Менсия дебютировал за сборную Парагвая.

## Достижения
Командные
 «Либертад»
- Чемпионат Парагвая по футболу — Клаусура 2010
- Чемпионат Парагвая по футболу — Клаусура 2012
- Чемпионат Парагвая по футболу — Клаусура 2014
- Чемпионат Парагвая по футболу — Апертура 2014